# Michel Chardel
Michel Chardel (né le 15 novembre 1932 à Paris et mort dans la même ville le 16 août 1997) est un athlète français, spécialiste du 110 mètres haies.

## Palmarès
- En 1961, il améliore le record de France du 110 m haies avec 14 s 1. Il égale ensuite à cinq reprises en 1963 et 1965 le nouveau record de France établi par Marcel Duriez en 13 s 9.

- Il termine 4e du 110 m haies des Championnats d'Europe de 1962 à Belgrade.

- Vainqueur du 110 m haies des Jeux méditerranéens de 1963, à Naples.

Championnats de France Élite :
- Vainqueur et champion de France du 110 m haies en 1953 et 1962.

## Records
| Épreuve     | Performance  | Lieu | Date |
| ----------- | ------------ | ---- | ---- |
| 110 m haies | 13 s 9 (RFm) |      | 1963 |
| 110 m haies | 14 s 41 (e)  |      | 1961 |
| 200 m haies | 23 s 9 (RFm) |      | 1963 |